# Sœur Sourire
Sœur Sourire (in italiano Sour Sorriso), pseudonimo di Jeanne-Paule Marie Deckers, detta Jeanine (Bruxelles, 17 ottobre 1933 – Wavre, 29 marzo 1985), è stata una religiosa e cantante belga, già suora della congregazione delle domenicane missionarie di Nostra Signora di Fichermont di Waterloo con il nome di Sour Luc-Gabriel.

## Biografia
Jeanne-Paule Marie Deckers nasce vicino a Bruxelles nel 1933 ed entra nella congregazione delle domenicane missionarie di Nostra Signora di Fichermont negli anni cinquanta prendendo il nome di Suor Luc-Gabriel. Viene ben presto apprezzata dalle sue consorelle per l'abilità con la chitarra e decide quindi di incidere alcuni brani per poter far circolare le sue canzoni anche tra i fedeli.
Queste incisioni giungono nelle mani di alcuni discografici della Philips Records che intuiscono il loro potenziale. L'ordine concede così uno speciale permesso per la pubblicazione, ma sotto le condizioni che la suora non sarebbe mai apparsa in pubblico, che le incisioni non sarebbero state pubblicate col vero nome e che tutti i proventi derivati dalla vendita dei dischi sarebbero confluiti direttamente nelle casse dell'ordine stesso. Sulla copertina dei dischi destinati al mercato europeo viene così utilizzato il nome d'arte di Sœur Sourire, mentre su quelli destinati al mercato statunitense il nome di The Singing Nun.
Il primo singolo a uscire è la celebre Dominique, canzone dedicata al fondatore dell'ordine di cui fa parte, Domenico di Guzmán. Il successo del singolo è immediato e straordinario. Nel 1963 il singolo raggiunge la prima posizione nella Billboard Hot 100 statunitense mantenendola per quattro settimane e arrivando in vetta anche in Australia, Canada e Nuova Zelanda; secondo in Norvegia; quarto in Danimarca e Irlanda; quinto in Sudafrica; sesto nei Paesi Bassi e settimo in Germania Ovest.
In breve tempo viene immesso sul mercato anche un album con tutte le canzoni registrate dalla Deckers. Anche questo disco ottiene un grande successo, grazie soprattutto al singolo, e negli Stati Uniti diviene la prima interprete femminile con album e singolo contemporaneamente al primo posto della classifica.
Con la notorietà, per la piccola suora iniziano i guai tanto che, il 6 gennaio 1964, può cantare in diretta dal suo convento davanti alle telecamere de The Ed Sullivan Show solo dopo che l'intervento del vescovo vince le resistenze della madre superiora.
Nel 1966 Sœur Sourire intraprende una tournée negli Stati Uniti, ma al suo ritorno scopre che il fisco belga pretende da lei le tasse arretrate sugli introiti derivati dalla vendita dei suoi dischi. Lei, non potendo dimostrare di aver devoluto tutto all'ordine religioso che non ha mai rilasciato una sola ricevuta, subisce un processo che alla fine perde.
Nel luglio del 1966 decide di lasciare il convento, non riuscendo più a vivere seguendo le regole della vita monastica. Intraprende quindi la carriera di cantante a tempo pieno, incidendo nel 1967 la canzone Je ne suis pas une vedette. Ma si trova anche qui a non poter più usare lo pseudonimo di Sœur Sourire, dato che questo è di proprietà della Philips.
L'ex-suora cade così in depressione, tuttavia continua a sopravvivere grazie alla vendita dei suoi scritti e alle lezioni di chitarra che impartisce. È in questo periodo che incontra Anne Pécher, anch'essa ex-suora, che va a vivere con lei e con la quale progetta di costruire una scuola per bambini autistici.

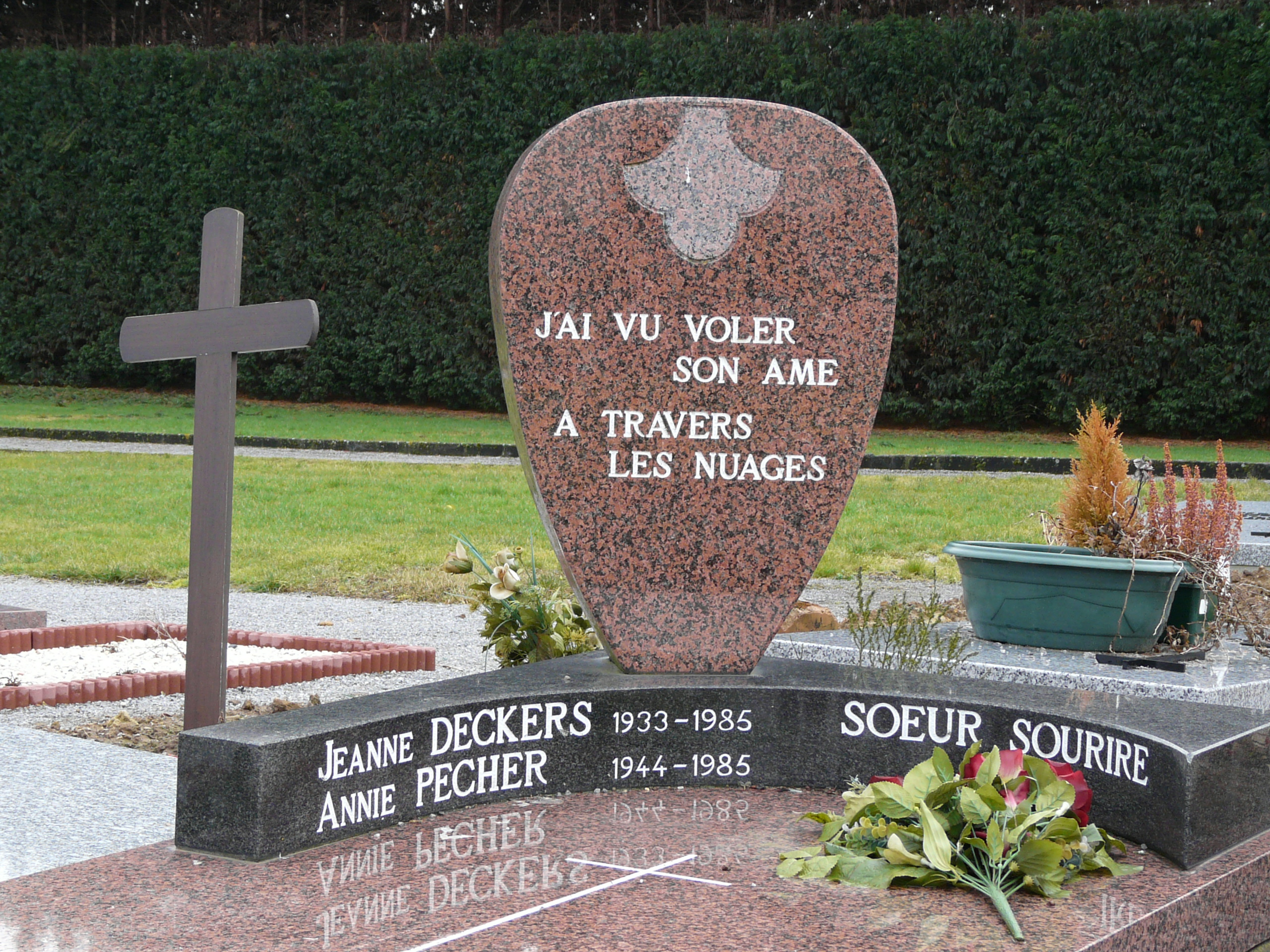
La tomba di Jeanine Deckers e Anne Pecher a Wavre

Nel 1983 il giornalista e produttore discografico Gilles Verlant la contatta per pubblicare una versione rimixata di Dominique, ma il disco rimane invenduto. Perseguitate dai debiti e dalle difficoltà di vivere una relazione omosessuale che non vogliono definire pubblicamente come tale, Jeanine Deckers e Anne Pécher nel 1985 mettono in atto un doppio suicidio e, come da loro chiesto in una lettera di addio, vengono seppellite insieme, a Wavre.

## Nome d'arte
Il nome d'arte Sœur Sourire è stato tradotto o adattato in varie lingue in tutto il mondo. Queste le varianti conosciute del nome:
- Sœur Sourire: pseudonimo originale in francese con cui era popolare soprattutto in Belgio, Francia e, sostanzialmente, in tutta Europa.
- Сестра Сурир (Sestra Surir): variante in cirillico utilizzata nella discografia cecoslovacca.
- La Hermana Sonrisa: traduzione in spagnolo del nome d'arte francese.
- Soeur Sourire, Schwester der Dominikanerinnen von Fichermont: variante utilizzata nella discografia tedesca.
- Søster Smil, traduzione in danese utilizzata per la discografia della Danimarca.
- Suor Sorriso: traduzione in italiano del nome d'arte francese, comunque poco utilizzato nella discografia italiana.
- The Singing Nun ("La suora canterina", in inglese): nome con cui era conosciuta nei paesi di lingua inglese, soprattutto Stati Uniti d'America.
- Zuster Glimlach: traduzione in olandese utilizzata nella discografia del Paesi Bassi.

## Citazioni e omaggi
- Suor Sorriso viene citata nel romanzo di Giovannino Guareschi del 1969 Don Camillo e Don Chichì.
- Grazie alla popolarità di Sœur Sourire, la Metro-Goldwyn-Mayer decise di produrre un film musicale ispirato a Sœur Sourire, Dominique (The Singing Nun), distribuito nel 1966 e interpretato da Debbie Reynolds (doppiata in Italia, nel cantato, da Tina Centi).
- In Italia una versione di Dominique venne cantata da Orietta Berti, che fece anche una breve apparizione nelle vesti di suora canterina nel film Dominique.
- Nel 2001 il regista Roger Deutsch dirige il film biografico Suor Sorriso, che racconta la vita di Jeanine Deckers. La protagonista è interpretata da Ginevra Colonna.
- La canzone Dominique è tornata all'attenzione nel 2013 grazie alla serie antologica American Horror Story, creata da Ryan Murphy. Dominique viene ripetutamente riproposta in quasi ogni episodio della seconda stagione, intitolata American Horror Story: Asylum, fino a diventare un vero tormentone anche per i malati di mente internati nell'Ospedale Psichiatrico di Briarcliff, in cui si svolge tutta la vicenda.
- Dominique è stata utilizzata anche in uno spot del noto gioco di Paolo Bonolis Avanti un altro!.
- In una scena del primo episodio della seconda stagione di Happy! compare questa canzone, come sottofondo per un suicidio di massa di suore.
- Una versione di Dominique viene cantata da alcune suore durante l'episodio della terza stagione de I Simpson L'amico di Bart si innamora.
- Il brano Dominique si può ascoltare in sottofondo all'inizio de Il colore blu, decimo episodio della terza stagione di Mad Men.

## Filmografia

### Televisione
- Toast of the Town, varietà televisivo (1964)
- Show-Report, trasmissione televisiva (1970)
- Samedi soir, varietà televisivo (1971)

## Discografia parziale

### Album
- 1963 - N°2
- 1963 - The Singing Nun
- 1963 - Sœur Adèle
- 1963 - Sœur Sourire
- 1971 - Chante pour les petits
- 1977 - Dominicaine
- 1977 - Chante pour les petits

### Raccolte
- Gestern Soeur Sourire - Heute Luc Dominique
- 2003 - La nonne chantante
- 2009 - Best Of

### EP
- 1962 - 2ème série
- 1962 - Sœur Sourire
- 1963 - Kabinda -3e serie-
- 1963 - Sœur Sourire chante pour les enfants
- 1964 - J'ai trouvé le seigneur
- 1964 - 4e série
- 1977 - 6 chansons d'enfants
- Soeur Sourire chante 6 chansons d'enfants
- Irmã Sorriso - A freirinha que canta uscito in Brasile

### Singoli
- 1962 - Tous le chemins
- 1963 - Domionique/Entre les etoiles
- 1963 - Dominique/Alleluia
- 1963 - Dominique/Le pieds des missionaires
- 1964 - Avec toi (With You)/Une fleur (A Flower)
- 1964 - Entretien de Soeur Sourire
- 1982 - Dominique (1982)
- 1982 - Dominique/Le soleil
- 1982 - Dominique/Tous les chenins (All The Roads)
- 1994 - Dominique